# Steirischer Junker
Steirischer Junker ist eine geschützte Weinmarke und eine Vermarktungsform trockener  Jungweine aus Anbaugebieten des österreichischen Bundeslandes Steiermark.  Lizenzgeber der Marke „Junker“ ist der Verein „Wein Steiermark“. Rund 300 Winzer produzieren den steirischen Junker.
Das Wort Junker, ehemals Bezeichnung für Söhne des Adels, soll die Jugendlichkeit und Qualität des Produktes andeuten. Diese Markenweine werden traditionell am Mittwoch vor Martini bei der sogenannten „Junker-Präsentation“, einem gesellschaftlichen Großereignis in der Grazer Stadthalle mit rund 4000 Teilnehmern, präsentiert und gehen erst danach in den Handel – die Vermarktungsstrategie folgt dabei internationalen Vorbildern, etwa Beaujolais nouveau.
Der Großteil der Junkerproduktion besteht aus Weißweinen, die zwar auch sortenrein, aber meist als Cuvée aus bis zu sieben Sorten gekeltert werden. Zu den meistverwendeten Sorten zählen Müller-Thurgau, Sämling 88 und Traminer. Nur ein sehr geringer Prozentsatz der Junker-Weine wird als Rot- oder Roséwein hergestellt.
Voraussetzungen für einen Junker:
- Qualitätswein
- Restzuckergehalt von höchstens drei Gramm pro Liter (sehr trocken)
- Alkoholgehalt maximal 12 % vol.
- Weder biologischer Säureabbau, noch Barrique- oder Botrytistöne

Lizenzgeber ist die Marktgemeinschaft Steirischer Wein, der rund 300 Winzer angehören. Für die Aufmachung der Flaschen sind sowohl auf dem Etikett als auch auf der Kapsel das ® und der „Junkerhut“ (Steirerhut mit Gamsbart) vorgeschrieben. Die typische „Steirische Flasche“, die das Wappentier der Steiermark, einen Panther, eingeprägt hat, wird verwendet, ist jedoch nicht auf das lizenzierte Produkt beschränkt.

## Weblink
- Junker-Seite der Marktgemeinschaft